# Niederfrequenz
Niederfrequenz (NF) (engl. audio frequency, AF, und low frequency) ist eine technische Bezeichnung für periodische Vorgänge (wie z. B. Schwingungen oder Wellen) mit einer Frequenz zwischen 3 Hz und 30 kHz.
Für bestimmte Schwingungsarten ist Niederfrequenz enger oder weiter definiert:
1. Der Frequenzbereich der hörbaren Schallwellen reicht von 16 bis 20.000 Hz und wird auch als Tonfrequenz bezeichnet.
2. Im  elektromagnetischen Spektrum reicht Niederfrequenz von 3 Hz bis 30 kHz und ist auf die Frequenzbänder ELF, SLF, ULF und VLF verteilt, wobei letzteres auch Längstwelle oder Myriameterwellen genannt wird.
3. Im Bereich der Elektromagnetischen Umweltverträglichkeit werden Frequenzen zwischen 1 Hz und 100 kHz der Niederfrequenz zugeordnet.[1]
4. In der Verordnung über elektromagnetische Felder ist der Niederfrequenzbereich bis 9 kHz festgelegt.
5. Im Widerstandsschweißen umfasst der Bereich der Niederfrequenz Schweißgeräte, die mit 50 Hz Wechselstrom betrieben werden. Alles darüber ist Mittelfrequenz (1–4 kHz) oder Hochfrequenz (> 20 kHz).

## Beispiele
- Tontechnische Niederfrequenz:

HiFi-Lautsprecher decken einen Frequenzbereich von etwa 30 Hz bis 20.000 Hz für Audiosignale ab. Die normale menschliche Stimme liegt in den Grundtönen zwischen etwa 250 Hz und 1.100 Hz, Gitarrenmusik reicht von etwa 60 Hz bis 2.000 Hz.
Normfrequenzen für akustische Messungen nach DIN 45401 oder DIN ISO 266:1997 sind festgelegte Frequenzen, bei denen Messungen auf den Gebieten der Akustik und Elektroakustik durchgeführt werden sollen.

## Abgrenzung
- Töne unterhalb 16 Hz bezeichnet man als Infraschall.
- Töne oberhalb von etwa 20 kHz werden als Ultraschall bezeichnet.
- Bei elektromagnetischen Schwingungen und Wellen werden über 30 kHz liegende Frequenzen allgemein als Hochfrequenz bezeichnet.
- Innerhalb des elektromagnetischen Spektrums bezeichnet der englische Ausdruck low frequency (LF) den Langwellenbereich (LW) von 30 kHz bis 300 kHz.